# David Robinson's Supreme Court
Pour les articles homonymes, voir David Robinson.
David Robinson's Supreme Court est un jeu vidéo de basket-ball sorti sur Mega Drive en 1992.

## Système de jeu
Le joueur dirige une des deux équipes qui s'opposent. Le jeu se déroule en 3D isométrique. L'angle de vue change lorsque l'équipe attaquante franchit la ligne médiane, ceci permettant de voir le panier de face dans tous les cas.